# Ланре Кехінде
Оланреваю Кехінде (англ. Olanrewaju Kehinde). відоміший як Ланре Кехінде (англ. Lanre Kehinde, нар. 7 травня 1994, Лагос) — нігерійський футболіст, нападник північномакедонського клубу «Струга». Виступав також за низку нігерійських і закордонних клубів.

## Ігрова кар'єра
Ланре Кехінде народився 1994 року в місті Лагос, та є вихованцем футбольної школи клубу «Домініон Готспур». У 2011 році Кехінде дебютував в основній команді клубу «Домініон Готспур», утім невдовзі гравця віддали в оренду до клубу «Квара Юнайтед».
У 2012 році нігерійський нападник перейшов до ізраїльського клубу «Маккабі» (Тель-Авів), утім до основного складу команди не пробився, і в 2013—2015 роках футболіст грав у оренді в ізраїльських клубах «Хакоах» і «Хапоель» (Афула). У 2015 році вже на правах постійного контракту нігерієць перейшов до ізраїльського клубу «Хапоель» (Кфар-Сава), а наступного року грав у ізраїльському клубі «Хапоель» (Акко). У 2016 році футболіст перейшов до еміратського клубу «Фуджайра», утім до основного складу команди не пробився, і в 2017 році грав у турецькому клубі «Елязигспор», де зумів стати одним із кращих бомбардирів клубу.
У 2017 році Ланре Кехінде став гравцем турецького клубу «Анкарагюджю», в якому грав до 2019 року. Протягом 2019—2020 років нігерійський нападник грав у іншому турецькому клубі «Денізліспор»,де зумів відзначитися хорошою результативністю. У 2019 році футболіст перейшов до південнокорейського клубу «Інчхон Юнайтед», проте високою результативністю не відзначився, і в 2021—2022 роках грав у складі турецьких клубів «Умранієспор» і «Менеменспор». У 2022—2023 роках нападник виступав у складі ізраїльського клубу «Хапоель» (Ноф-га-Галіль), де в 23 проведених матчах зумів відзначитися 11 забитими голами.
У 2023 році Ланре Кехінде перейшов до македонського клубу «Гостивар», де зумів відзначитися високою результативністю, відзначившись 12 голами в 23 матчах чемпіонату. З 2024 року нігерійський форвард грає в іншому македонському клубі «Струга», де також став одним із кращих бомбардирів команди.